# Australische koël
De Australische koël (Eudynamys orientalis) is een vogel uit de familie Cuculidae (koekoeken).

## Verspreiding en leefgebied
Deze soort komt voor van de zuidelijk Molukken tot noordelijk en oostelijk Australië en telt acht ondersoorten:
- E. o. orientalis: centrale Molukken.
- E. o. picatus: van Soemba tot Timor en de zuidelijke Molukken.
- E. o. rufiventer: Nieuw-Guinea.
- E. o. hybrida: Crown, Long, Tolokiwa en de Crednereilanden.
- E. o. salvadorii: Nieuw-Ierland en Nieuw-Brittannië.
- E. o. alberti: Salomonseilanden.
- E. o. cyanocephalus: van noordelijk Queensland tot zuidelijk New South Wales.
- E. o. subcyanocephalus: van noordwestelijk Australië tot noordwestelijk Queensland.